# Emma McKeon
Emma McKeon (Wollongong, 24 maggio 1994) è un'ex nuotatrice australiana.

## Carriera
In carriera ha conquistato sei medaglie d'oro ai Giochi olimpici e nove medaglie d'oro mondiali, cinque in vasca lunga e quattro in vasca corta.

## Palmarès
- Giochi olimpici

Rio de Janeiro 2016: oro nella 4x100m sl, argento nella 4x200m sl e nella 4x100m misti, bronzo nei 200m sl.
Tokyo 2020: oro nei 50m sl, nei 100m sl, nella 4x100m sl e nella 4x100m misti, bronzo nei 100m farfalla, nella 4x200m sl e nella 4x100m misti mista.
Parigi 2024: oro nella 4x100m sl, argento nella 4x100m misti, bronzo nella 4x100m misti mista.
- Mondiali:

Barcellona 2013: argento nella 4x100m sl, nella 4x200m sl e nella 4x100m misti.
Kazan 2015: oro nella 4x100m sl e bronzo nella 4x100m misti.
Budapest 2017: argento nei 200m sl, nei 100m farfalla, nella 4x100m sl e nella 4x100m misti mista, bronzo nella 4x200m sl e nella 4x100m misti.
Gwangju 2019: oro nella 4x100m sl, nella 4x200m sl e nella 4x100m misti mista, argento nella 4x100m misti e nella 4x100m sl mista, bronzo nei 100m farfalla.
Fukuoka 2023: oro nella 4x100m sl, argento nella 4x100m misti e nella 4x100m misti mista.
- Mondiali in vasca corta

Dubai 2010: bronzo nella 4x100m misti.
Melbourne 2022: oro nei 50m sl, nei 100m sl, nella 4x100m sl e nella 4x50m misti, argento nella 4x50m sl, nella 4x100m misti e nella 4x50m sl mista.
- Campionati panpacifici

Gold Coast 2014: argento nella 4x200m sl.
Tokyo 2018: oro nella 4x100m sl, nella 4x200m sl, nella 4x100m misti e nella 4x100m misti mista, bronzo nei 50m sl e nei 100m farfalla.
- Giochi del Commonwealth

Glasgow 2014: oro nei 200m sl, nella 4x100m sl, nella 4x200m sl e nella 4x100m misti; bronzo nei 100m sl e nei 100m farfalla.
Gold Coast 2018: oro nei 100m farfalla, nella 4x100m sl, nella 4x200m sl e nella 4x100m misti, bronzo nei 200m sl e nei 200m farfalla.
Birmingham 2022: oro nei 50m sl, nei 50m farfalla, nella 4x100m sl, nella 4x100m misti, nella 4x100m sl mista e nella 4x100m misti mista, argento nei 100m farfalla e bronzo nei 100m sl.
- Olimpiadi giovanili

Singapore 2010: oro nella 4x100m misti, argento nei 100m sl e nella 4x100m sl mista, bronzo nei 50m sl, nei 200m sl e nella 4x100m misti mista.
- Vincitrice della Coppa del Mondo nel 2021

## Primati personali
I suoi primati personali in vasca da 50 metri sono:
- 50 m stile libero: 23"81 (2021)
- 100 m stile libero: 51"96 (2021)
- 200 m stile libero: 1'54"55 (2019)
- 50 m delfino: 25"96 (2021)
- 100 m delfino: 55"72 (2021)
- 200 m delfino: 2'07"37 (2017)

I suoi primati personali in vasca da 25 metri sono:
- 50 m stile libero: 23"04(2022)
- 100 m stile libero: 50"58 (2021)
- 200 m stile libero: 1'51"66 (2015)
- 400 m stile libero: 4'00"63 (2014)
- 50 m delfino: 24"94 (2021)
- 100 m delfino: 55"39 (2019)
- 200 m delfino: 2'04"35 (2017)

## International Swimming League
| Stagione 2019 | Stagione 2020 | Stagione 2021 |
| ------------- | ------------- | ------------- |
| London Roar   | -             | London Roar   |

## Riconoscimenti
- Atleta dell'anno FINA: 2021
- World Swimmer of the Year: 2021
- Pacific Rim Swimmer of the Year: 2021